# Кава Палцек
Кава Палцек (също Кава Палцег или още Лоцава Кава Палцек) е тибетски будистки учител от 8 – 9 век и един от 25-те основни ученици на Падмасамбхава. Роден е в долината Пенпо в областта Кава. Той е един от седемте монаси ръкоположени от Шантаракшита. Кава Палцек става един от най-почитаните преводачи (Лоцава) и предсказан от Падмасамбхава. „Кава“ идва от името на родното му място, а „Палцег“ означава „планина от великолепие“.
Заради съвършеното познаване на санскрит крал Трисонг Децен направил Кава Палцек заместник на Шантаракшита и го натоварил с отговорността за редактирането на всички преводи от първия етап на работата в манастира Самие. По-късно бил изпратен в Кашмир за да покани в Тибет учен (пандит), който да може да провери всички оригинални текстове и той се завръща с избрания измежду 500 кандидати Вималамитра. Когато крал Трисонг Децен подведен от своите министри изпратил Вайрочана в изгнание в областта Цава Ронг, именно Кава Палцек убедил краля да го върне.
Кава Палцек е имал дълъг живот, а последните му творби се отнасят към периода на управление на сина на Трисонг Децен крал Садналег или между 800 и 815 година. Той е един от най-важните автори за превода на тибетската Трипитака и Ниингма Гюбум.